# Saint-Éloi (Nièvre)
Saint-Eloi – miejscowość i gmina we Francji, w regionie Burgundia-Franche-Comté, w departamencie Nièvre.
Według danych na rok 1990 gminę zamieszkiwało 1805 osób, a gęstość zaludnienia wynosiła 110 osób/km² (wśród 2044 gmin Burgundii Saint-Eloi plasuje się na 113. miejscu pod względem liczby ludności, natomiast pod względem powierzchni na miejscu 577.).